# Интеркосмос-24
«Интеркосмос-24» (другое название — «Активный-ИК», заводское обозначение АУОС-З-АВ-ИК) — советский научно-исследовательский спутник, запущенный 28 сентября 1989 года в рамках программы Интеркосмос для изучения солнечно-земных связей в период максимальной активности Солнца. «Интеркосмос-24» был запущен совместно с чехословацким субспутником «Магион-2», отделявшимся от основного аппарата после выведения на орбиту и следовавшим за ним по той же орбите на контролируемом расстоянии. Во время полёта с помощью аппаратуры совместно работающих «Интеркосмоса-24» и «Магиона-2» проводились эксперименты по изучению распространения ОНЧ-волн в магнитосфере Земли и взаимодействия волн и частиц в околоземном пространстве.
«Интеркосмос-24» построен в КБ «Южное» на платформе АУОС-З. Выведенный вместе с ним субспутник «Магион-2» был создан в Геофизическом институте Чехословацкой Академии наук. Запуск спутников произведён  28 сентября 1989 года с космодрома Плесецк ракетой-носителем «Циклон-3» на околополярную эллиптическую орбиту. При гарантийном сроке шесть месяцев «Интеркосмос-24» работал в космосе и передавал научные данные в течение шести лет.

## Конструкция
Спутниковая платформа АУОС была разработана для научно-исследовательских спутников, предназначенных для комплексного изучения космического пространства, солнечных и геофизических явлений. Базовая конструкция платформы АУОС-З представляла собой герметичный корпус, в котором поддерживался постоянный тепловой режим. На корпусе размещались восемь неориентированных панелей солнечных батарей площадью 12,5 м², раскрывающихся в полёте на угол 30° относительно корпуса, ряд приборов и датчиков бортовых систем, антенны радиотехнического комплекса, выдвижная штанга гравитационного стабилизатора для удержания положения аппарата относительно местной вертикали. Для ориентации и стабилизации положения станции по курсу использовался блок двухскоростного маховика. Унифицированная командная радиолиния входила в состав платформы и обеспечивала как управление аппаратом, так и каналы приёма команд и передачи информации для устанавливаемой научной аппаратуры. Научная аппаратура размещалась в отсеке на верхней крышке корпуса, её датчики, приборы и антенны — снаружи на крышке корпуса и раскрывающихся в полёте выносных штангах. Масса научной аппаратуры, устанавливаемой на платформе АУОС-З — до 400 кг, выделяемая для её питания электрическая мощность — 160…230 Вт.

## Полезная нагрузка
Полная масса спутника «Интеркосмос-24» — 1400 кг. Субспутник «Магион-2» массой 52 кг устанавливался на крышке корпуса аппарата «Интеркосмос-24» и выводился вместе с ним. Разделение произошло через две недели после выведения основного спутника на рабочую орбиту. Научная аппаратура спутников была разработана учёными СССР, Венгрии, Болгарии, Чехословакии, Польши, ГДР, Румынии. Ведущими организациями по научной программе были ИКИ и ИЗМИРАН. Приём научной информации с «Интеркосмоса-24» осуществлялся также в США, Бразилии, Канаде, Финляндии, Японии и Новой Зеландии.
В составе научной аппаратуры были установлены два генератора ОНЧ-сигналов. Один из них, с рамочной магнитной антенной диаметром 20 метров, должен был генерировать сигналы мощностью до 5 кВт на частоте 9,6 кГц. Второй генератор — широкополосный с линейной электрической антенной. Излучаемые спутником сигналы должны были приниматься субспутником «Магион-2». Для обеспечения работы ОНЧ-генератора на борту аппарата была установлена отдельная аккумуляторная батарея, заряжаемая от системы бортового энергопитания в течение нескольких часов для возможности излучения сигнала в течение нескольких минут. Для приёма ОНЧ-сигналов использовался бортовой комплекс, работающий как в широкополосном режиме (8 Гц — 20 кГц), так и в узкополосном на фиксированном наборе частот (8, 20, 33, 50, 75, 150, 225, 430, 625, 970 Гц; 9,9 и 15 кГц). На «Интеркосмосе-24» была также установлена система инжекции ксенона в окружающее пространство (плазменный генератор) и набор приборов для изучения возникающих при этом явлений ионизации и параметров околоземной плазмы.
В состав комплекса научной аппаратуры входила также система технического обеспечения СТО-АВ, созданная специалистами Венгрии, СССР, Польши и Чехословакии. СТО-АВ управляла режимами работы научных приборов, осуществляла предварительную обработку информации и обеспечивала сбор данных в большем объеме и с лучшим временным разрешением, чем единая система телеметрии спутника. Передача информации, собранной СТО-АВ и дополняющей данные единой телеметрической системы, велась в международном диапазоне частот, в основном в реальном времени во время сеансов связи, возможности системы по записи и воспроизведению данных были ограничены небольшим объёмом запоминающего устройства.

## Программа полёта
На спутнике «Интеркосмос-24» был запланирован уникальный эксперимент, получивший название «Активный», в ходе которого предполагалось возбуждение околоземной плазмы мощным ОНЧ-излучением с регистрацией возникающих эффектов аппаратурой субспутника «Магион-2» и основного аппарата. Планировалось несколько повторений эксперимента с удалением субспутника от основного спутника на расстояние от 10 до 100 километров. Дистанция между спутниками контролировалась лидаром с точностью до 100 метров. Это был первый спутниковый эксперимент такого типа. Однако из-за проблем с рамочной антенной излучаемая мощность оказалась не более 50 Вт, и эта часть программы была не выполнена. Кроме того, из-за неисправности двигательной установки субспутника «Магион-2» он через три месяца после отделения удалился от «Интеркосмоса-24» на расстояние, делающее невозможным проведение совместных экспериментов на двух аппаратах. Второй частью эксперимента по активному воздействию на околоземную среду был установленный на борту спутника плазменный генератор. До середины января 1991 года проводились эксперименты по инжекции ксенона в окружающее пространство и изучению происходящей при этом критической ионизации, прекратившиеся после исчерпания запасов ксенона. Эксперименты по инжекции плазменных пучков в околоземную среду были продолжены в проекте АПЭКС на аппарате «Интеркосмос-25».
Другие эксперименты  включали регистрацию электромагнитных сигналов и шумов в магнитосфере, исследование концентрации и температуры заряженных частиц. Регистрировались свистящие атмосферики и спектры электромагнитных волн в верхней ионосфере, было продолжено изучение их связей с сейсмическими и погодными явлениями, начатое на аппарате «Космос-1809». В ходе дальнейшего полёта часть научных инструментов и один из передатчиков СТО-АВ деградировали и вышли из строя: к началу 1995 года из четырнадцати установленных на борту приборов шесть продолжали работать и передавать данные. Работа аппарата на орбите продолжалась шесть лет при гарантийном сроке шесть месяцев. После шести лет полёта дальнейшая работа со спутником была признана невозможной из-за старения аппаратуры, деградации солнечных батарей и нехватки электроэнергии для бортовых систем. С 11 октября 1995 года управление полётом спутника прекращено, аппарат отслеживается средствами контроля космического пространства.  
В результате исследований, провёденных на «Интеркосмосе-24», был получен большой объём экспериментальных данных о верхней ионосфере и магнитосфере Земли. Изучались явления в верхней ионосфере при прохождении спутника над геофизическим стендом «Сура» во время его работы. Во время полёта «Интеркосмоса-24» впервые были сделаны записи широкополосного ОНЧ-излучения, наблюдавшегося за три часа до толчка Иранского землетрясения 21 июня 1990 года. Полученные результаты и их сравнение с другими измерениями, проводившимися в те же часы местного времени на тех же широтах, позволили чётко отделить эффекты, вызываемые сейсмическими явлениями, от геомагнитных.  Проводились также наблюдения за магнитосферой над полигоном Новая Земля непосредственно после подземного ядерного взрыва. Экспериментально исследованы пространственные и спектральные характеристики ОНЧ и КНЧ электрических полей над геологическими разломами и над тайфунами в Тихом океане. Получены данные о связи изменения затухания КНЧ-волн в ионосфере и вариаций потоков заряженных частиц в магнитосфере с сейсмическими явлениями.